# Vengaboys
Vengaboys [ˈbeŋgabɔɪs] (spanisch venga „los“, „kommt“ und englisch boys „Jungs“) ist eine niederländische Eurodance-Band mit Ursprung in Amsterdam, die 1997 bekannt wurde und seitdem mehr als 5 Millionen Platten verkauft hat.

## Bandgeschichte
Die Vengaboys sind ein Projekt der beiden niederländischen DJs Danski (Dennis van den Driesschen) und Delmundo (Wessel van Diepen). Wessel van Diepen ist ein bekannter Radio-DJ in den Niederlanden, der es bevorzugt, anonym zu bleiben. Van Diepen hatte noch andere Projekte in Arbeit. 1991 landete er einen großen Hit mit James Brown is dead von L. A. Style. 1994 arbeitete er mit „Lick ft. Kentucky“ zusammen und war am Song Children of the Night von Nakatomi beteiligt.
Die Idee von den Vengaboys entstand, als van Diepen von 1992 bis 1997 mit dem Schulbus quer durch Spanien tourte. Im Sommer baute er sein Equipment an den verschiedensten Stränden Spaniens auf und veranstaltete illegale Strandpartys. Die Partys endeten damit, dass die Guardia Civil einschreiten musste. Beide Veranstalter und die Produzenten Danski und Delmundo hatten 1996 und 1997 Underground-Partyhits. Sie produzierten ebenso das Projekt E-Motion.
1996 wurden Kim Sasabone als Front- sowie Rachael Carpenter und Olivia Ovington als Backgroundsängerinnen für Musikvideos der Vengaboys rekrutiert. Mit Parada de tettas und To Brazil! gelangen erste Platzierungen in den niederländischen Charts. 1998 und mit dem ersten internationalen Erfolg Up & Down wurden die Vengaboys mit Kim Sasabone, Denise van Rijswijk, Roy den Burger und Robin Pors als Quartett formiert.
1999 mit Boom, Boom, Boom, Boom!! wurde ein spezifisches Outfit ihrer Gruppenmitglieder für die Band prägend. Die Frontsängerin Kim Sasabone erscheint stets im sexy Kampf-Outfit. Roy den Burger und sein Nachfolger Donny Latupeirissa sind als Cowboy gekleidet. Denise van Rijswijk trägt ein Püppchen-Outfit und Robin Pors (zwischenzeitlich Yorick Bakker) ist immer als Matrose zu sehen.
We’re Going to Ibiza wurde im März 1999 veröffentlicht und basiert auf dem Song Barbados von Typically Tropical aus dem Jahr 1975.

## Wirken

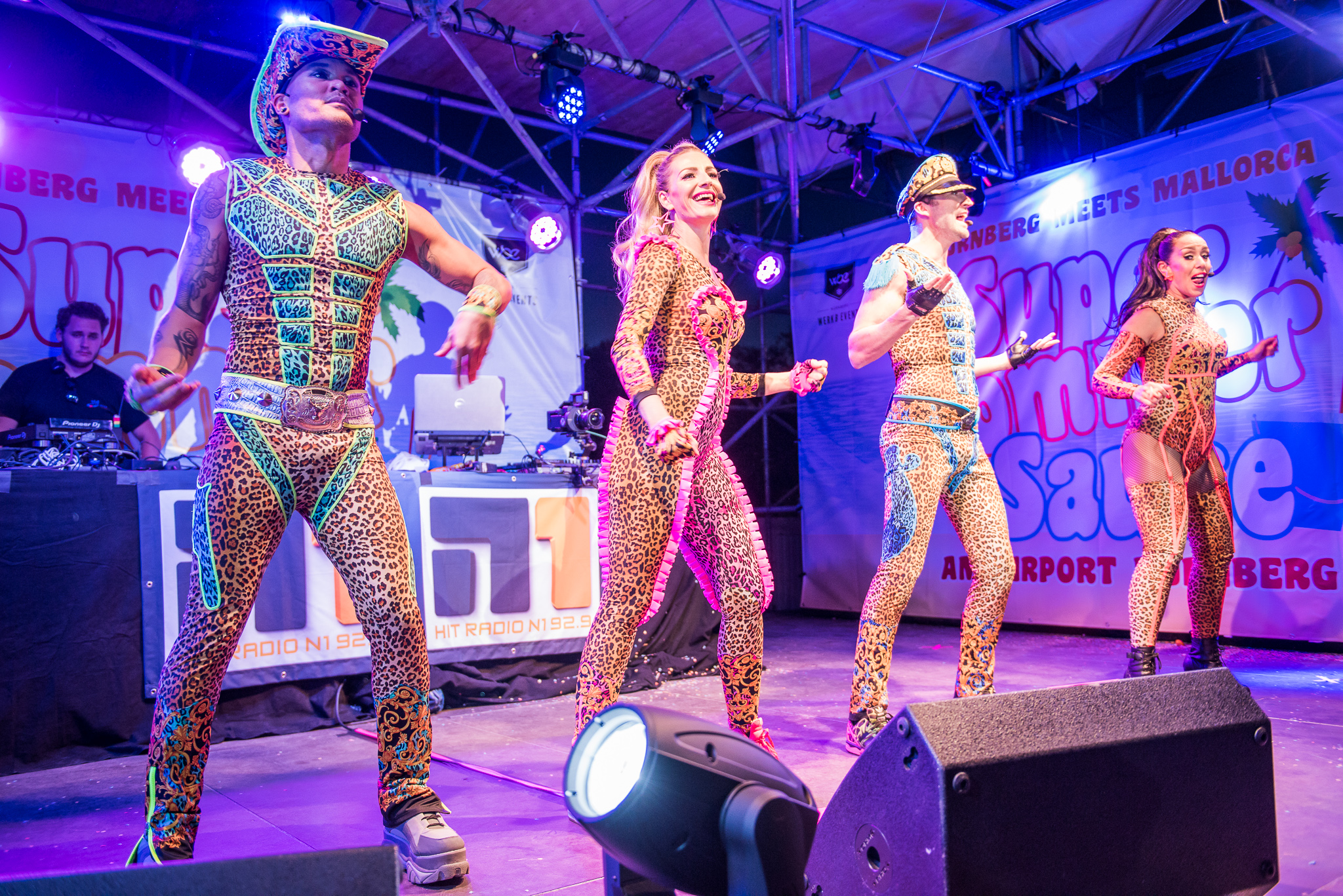
Vengaboys am Flughafen in Nürnberg (2016)

Erfolge hatte die Gruppe vor allem in Europa, insbesondere in den Niederlanden, Deutschland, der Schweiz, Großbritannien und Spanien. Mit Boom, Boom, Boom, Boom!!, We’re Going to Ibiza und We Like to Party! (The Vengabus) erzielten sie Nummer-eins-Hits. Die meisten Auftritte erfolgten ohne Band und mit Vollplayback. Mitte 2001, nach sieben Top-10-Hits, zogen sich die Vengaboys wieder in die Club-Szene zurück.
Am 9. Februar 2004 gaben alle damals aktuellen und bisherigen Mitglieder ein Abschiedskonzert. Seit dem Jahr 2006 treten drei der bisherigen Mitglieder (Kim, Denise, Yorick) und ein neues Mitglied (Todd Eastwood) wieder in verschiedenen Ländern auf. 2008 wurden sie bereits für einige Festivals und Club-Auftritte gebucht. Seit 2006 wird die Musik ab Band abgespielt, weiterhin ohne Liveband, während dem der Gesang Live vorgetragen wird.
Ein Comeback wurde für 2008 angesetzt, geschah aber erst im Mai/Juni 2010. Am 14. November 2009 traten die Vengaboys bei dem siebenstündigen Konzert „We love the 90’s – Part 2“ in Oberhausen auf. Ihre Single Rocket to Uranus stieg im Juli auf Platz 7 der niederländischen Charts ein. Yorick Bakker wurde 2009 durch das ehemalige Mitglied Robin Pors ersetzt; die Hintergründe hierzu sind nicht bekannt. Das Video wurde mit dem Internet-Blogger Perez Hilton komplett in 3D in den USA gedreht.
Hot Hot Hot, eine Coverversion eines Erfolgs von Arrow aus dem Jahr 1983, wurde im Juli 2013 veröffentlicht. Im Mai 2014 erschien anlässlich der Fußball-WM in Brasilien einen Remix ihrer Single To Brazil! unter dem Titel 2 Brazil!. Ein dazu veröffentlichtes Musikvideo sorgte für Kritik aufgrund der knapp drei Minuten langen Darstellung von nur spärlich mit Pasties bekleideten Brüsten.
In einer Six-Flags-Werbekampagne tanzt ein älterer Herr (Mr. Six) zu We Like to Party und fährt Anwohner einer Straße in einen Freizeitpark.
Im Zuge der Ibiza-Affäre im Jahre 2019 um den damaligen österreichischen Vizekanzler Heinz-Christian Strache (FPÖ) erfuhr das Lied We’re Going to Ibiza in Österreich einen neuen Popularitätsschub. Es wurde als inoffizieller Protestsong auf Demonstrationen gegen die österreichische Regierung mit FPÖ-Beteiligung gespielt. Den Anstoß dazu gab Jan Böhmermann, der das Musikvideo zum Lied genau zum Zeitpunkt der Öffentlichmachung des Skandals auf Twitter teilte. In der Folge erreichte das Lied Platz 16 der österreichischen Charts und Platz 1 in den österreichischen iTunes-Charts. Am 30. Mai 2019 traten die Vengaboys im Zuge der Donnerstagsdemo vor mehreren tausend Menschen auf dem Wiener Ballhausplatz auf.

## Mitglieder

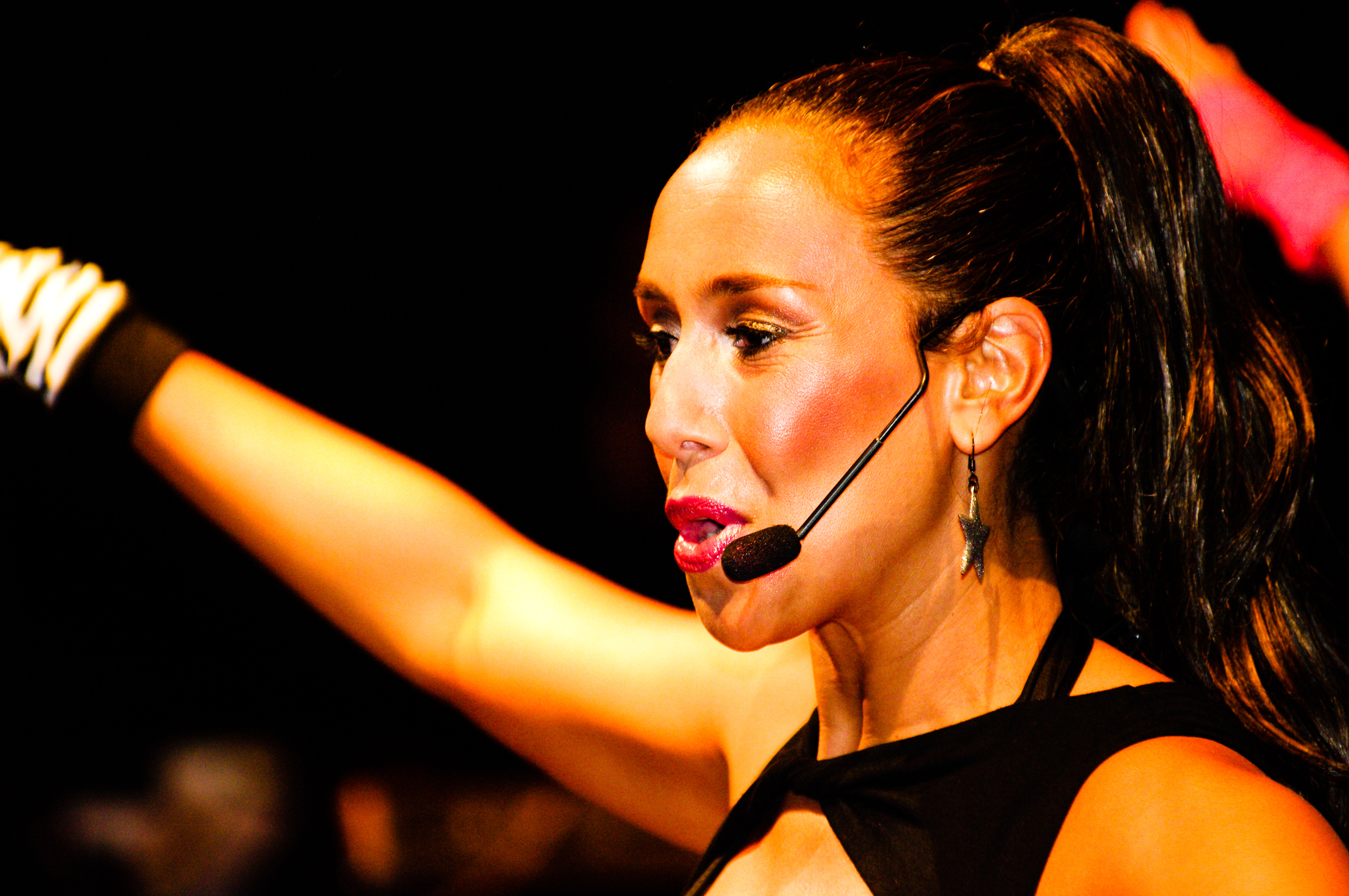
Kim Sasabone (2009)

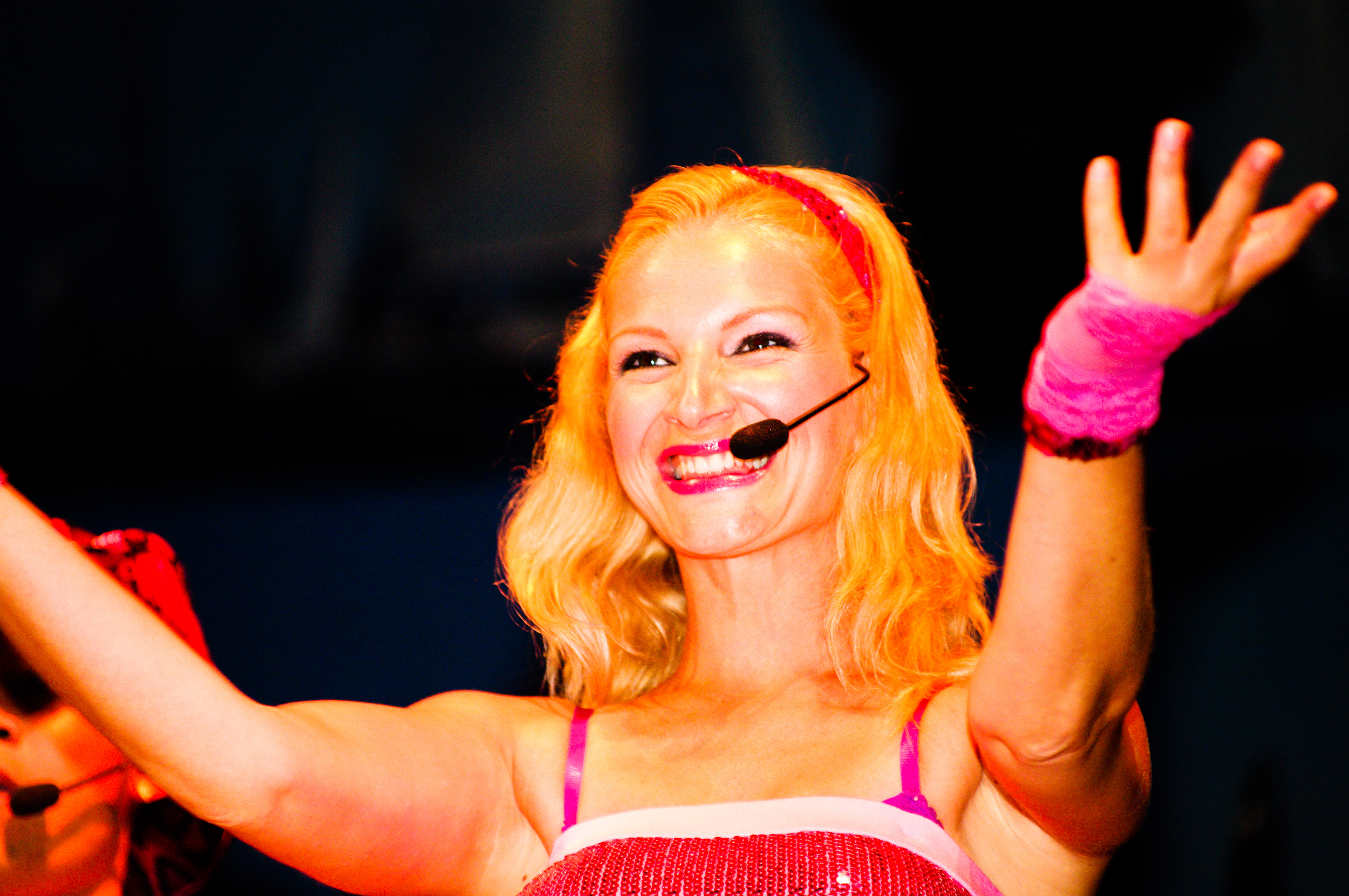
Denise Post-Van Rijswijk (2009)

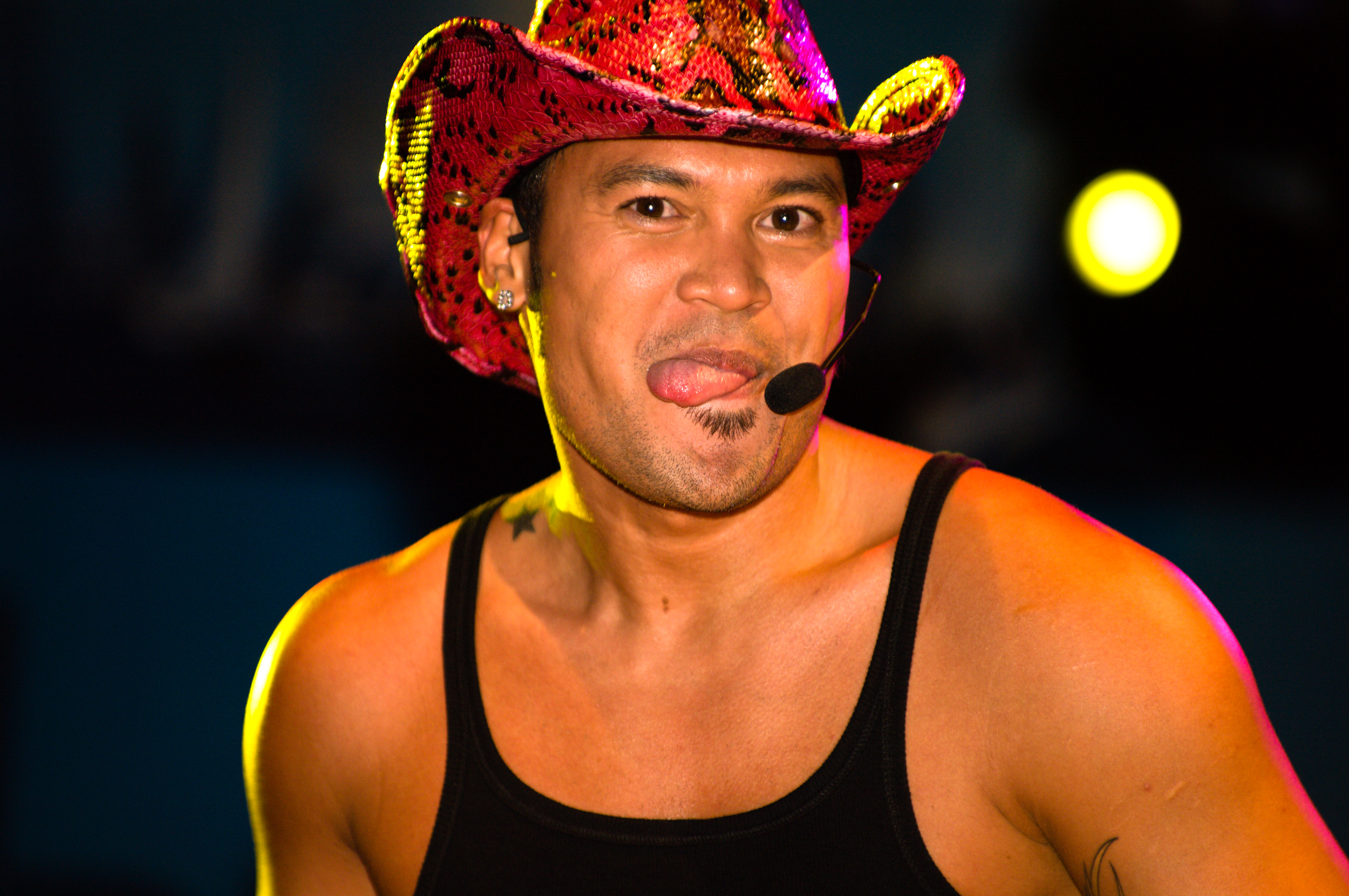
Donny Latupeirissa (2009)

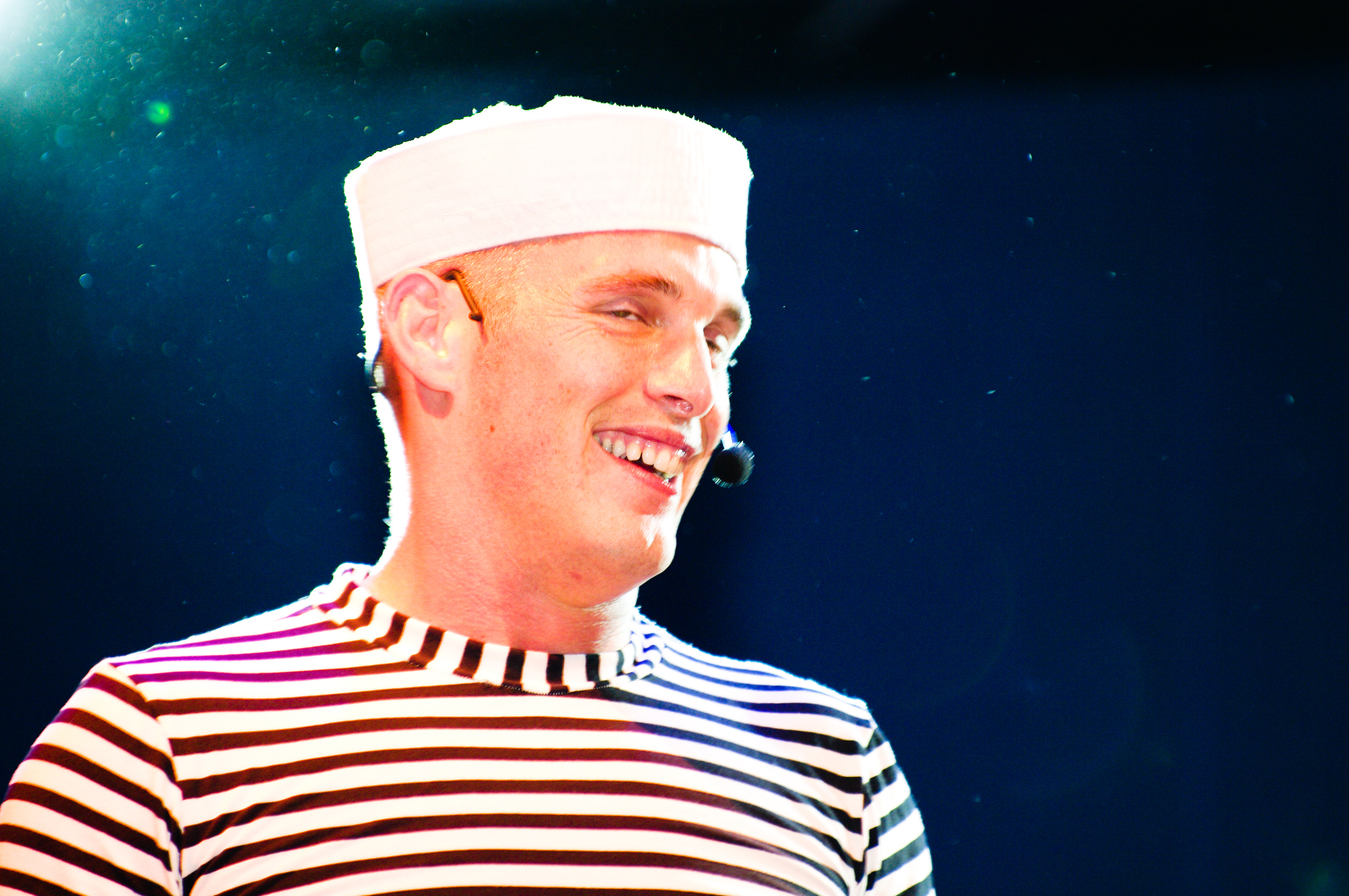
Yorick Bakker (2009)

|  | Kim Sasabone (* 1. April 1974) (1996–2002, seit 2006)                |
|  | Denise Post-Van Rijswijk (* 20. Oktober 1978) (1998–2002, seit 2006) |
|  | Roy den Burger (* 31. Juli 1975) (1998–2002)                         |
|  | Donny Latupeirissa (* 19. Juli 1975) (seit 2006)                     |
|  | Robin Pors (* 1. Januar 1978) (1998–1999, seit 2009)                 |
|  | Yorick Bakker (* 10. Juli 1976) (1999–2002, 2006–2009)               |

### Weitere Mitglieder
- Olivia Ovington (1996–1998): Begleitgesang zur Unterstützung von Kim Sasabone
- Rachael Carpenter (1996–1998): Begleitgesang zur Unterstützung von Kim Sasabone
- Lynn Bartels (2002–2004): Ersatz für die schwangere Post-Van Rijswijk, allerdings befand sich die Band in dem Zeitraum in einer Produktionspause
- JJ van Zon (2012): Kurzzeitersatz für Donny Latupeirissa, allerdings wurde nichts während seiner Mitgliedschaft veröffentlicht
- Kim Ley (2013): Kurzzeitersatz für die schwangere Kim Sasabone, allerdings wurde nichts während ihrer Mitgliedschaft veröffentlicht
- Eefje Baesjou (2015): Kurzzeitersatz für die schwangere Denise Post, allerdings wurde nichts während ihrer Mitgliedschaft veröffentlicht[10]
- Cheekah: Ein digital animierter Roboter, der im Video zu Cheekah Bow Bow auftaucht, das im September 2000 veröffentlicht wurde. Cheekah wurde als fünftes Bandmitglied genannt
- Frank Bethlehem: Soundingenieur der Band seit deren Anfängen, starb am 14. Dezember 2014 durch einen Schlaganfall
- Mark Jong a Pin (2002–2004; seit 2018): Ersatz für Yorick Bakker und Ersatz für Donny Latupeirissa, allerdings befand sich die Band in dem Zeitraum in einer Produktionspause. Mark vertritt Donny ab und zu bei Live-Auftritten.

### Privates
2004 heiratete Denise van Rijswijk den niederländischen Schauspieler Winston Post. 2005 bekamen sie einen Sohn, 2015 eine Tochter. 2013 wurde Kim Sasabone Mutter einer Tochter.

## Diskografie
Studioalben

| Jahr | Titel              | Höchstplatzierung, Gesamtwochen, AuszeichnungChartplatzierungen (Jahr, Titel, Platzierungen, Wochen, Auszeichnungen, Anmerkungen) | Höchstplatzierung, Gesamtwochen, AuszeichnungChartplatzierungen (Jahr, Titel, Platzierungen, Wochen, Auszeichnungen, Anmerkungen) | Höchstplatzierung, Gesamtwochen, AuszeichnungChartplatzierungen (Jahr, Titel, Platzierungen, Wochen, Auszeichnungen, Anmerkungen) | Höchstplatzierung, Gesamtwochen, AuszeichnungChartplatzierungen (Jahr, Titel, Platzierungen, Wochen, Auszeichnungen, Anmerkungen) | Höchstplatzierung, Gesamtwochen, AuszeichnungChartplatzierungen (Jahr, Titel, Platzierungen, Wochen, Auszeichnungen, Anmerkungen) | Höchstplatzierung, Gesamtwochen, AuszeichnungChartplatzierungen (Jahr, Titel, Platzierungen, Wochen, Auszeichnungen, Anmerkungen) | Höchstplatzierung, Gesamtwochen, AuszeichnungChartplatzierungen (Jahr, Titel, Platzierungen, Wochen, Auszeichnungen, Anmerkungen) | Anmerkungen                             |
| Jahr | Titel              | DE | AT | CH | UK | US | NL | BEF | Anmerkungen                             |
| ---- | ------------------ | --- | --- | --- | --- | --- | --- | --- | --------------------------------------- |
| 1998 | The Party Album    | DE18 (45 Wo.)DE | AT26 (17 Wo.)AT | CH26 Gold · (30 Wo.)CH | UK6 ×2Doppelplatin · (41 Wo.)UK                                                                                                   | US86 Gold · (30 Wo.)US | NL4 Gold · (30 Wo.)NL | BEF11 (9 Wo.)BEF | Erstveröffentlichung: 9. November 1998  |
| 2000 | The Platinum Album | DE4 Gold · (26 Wo.)DE | AT2 Gold · (25 Wo.)AT | CH2 Platin · (23 Wo.)CH | UK9 Gold · (10 Wo.)UK | — | NL2 (31 Wo.)NL | BEF5 (20 Wo.)BEF | Erstveröffentlichung: 10. März 2000     |
| 2014 | Xmas Party Album!  | — | — | — | — | — | — | — | Erstveröffentlichung: 28. November 2014 |

## Auszeichnungen
- 2000: RSH-Gold[15]